# Право на достаточный жизненный уровень
Право на достаточный жизненный уровень (термин русского текста статьи 11 МПЭСКП; используются также право на адекватный уровень жизни и право на достойный уровень жизни) — одно из социально-экономических прав человека.
Продекларировано ещё в 1946 году в статье 25 конституции Японии. В 1948 году отражено в международном праве — в части 1 статьи 25 Всеобщей декларации прав человека — «Каждый человек имеет право на такой жизненный уровень, включая пищу, одежду, жилище, медицинский уход и необходимое социальное обслуживание, который необходим для поддержания здоровья и благосостояния его самого и его семьи». Схожие положения, но без упоминания жизненного уровня, содержатся в статье 11 Американской декларации прав и обязанностей человека, принятой в апреле 1948 года.
Закреплено в части 1 статьи 11 Международного пакта об экономических, социальных и культурных правах («право каждого на достаточный жизненный уровень для него и его семьи, включающий достаточное питание, одежду и жилище») и в пункте 1 статьи 4 Европейской социальной хартии («право трудящихся на вознаграждение, которое позволит обеспечить им и их семьям достойный уровень жизни»). Гарантии этого права также особо выделены в статье 27 Конвенции о правах ребёнка и статье 28 Конвенции о правах инвалидов.